# Forum 18
 Der er for få eller ingen kildehenvisninger i denne artikel, hvilket er et problem. Du kan hjælpe ved at angive troværdige kilder til de påstande, som fremføres i artiklen.

Forum 18 er en menneskerettighedsorganisation, som søger at etablere religiøs frihed for alle mennesker på basis af artikel 18 i den universelle deklaration om menneskerettigheder.
Forum 18 Nyhedsservice, som er etableret af Forum 18, er et web og e-mail initiativ, der har til formål at rapportere om alle trusler og overgreb på menneskers religionsfrihed uanset deres religiøse tilhørsforhold. Nyhedsformidlingen har særlig fokus på de tidligere sovjetstater samt Hviderusland, Centralasien, Østeuropa, Kina (herunder også Xinjiang), Laos, Mongoliet, Nordkorea og Vietnam.
Forum 18 Nyhedsservice udgives på to forskellige måder: For det første udsendes et resume af ugens nyheder og for det andet udsendes næsten dagligt de seneste nyheder. Alle kan modtage disse nyhedsbreve gennem organisationens hjemmeside, hvor man også kan søge på forskellige nyheder, læse organisationens rapporter om religionsfriheden i bestemte lande eller områder samt læse personlige kommentarer vedrørende forskellige emner i relation til religionsfrihed.